# Frente de Libertação de Azawad
A Frente de Libertação de Azawad (em tuaregue: ⵜⴰⴶⴰⵉⵜ ⵢⵏ ⵢⵙⵢⵍⵢⵍⵓ ⴰⵣⴰⵓⴰⴷ ; em árabe: جبهة تحرير أزواد; em francês:  Front de libération de l'Azawad; FLA) é uma organização política e militar no norte do Mali fundada em 30 de novembro de 2024. A organização foi formada após a dissolução do Quadro Estratégico para a Defesa do Povo de Azawad e incluía o Movimento Nacional para a Libertação de Azawad (MNLA), o Alto Conselho para a Unidade de Azawad (HCUA) e parte do Movimento Árabe de Azawad (MAA) e o Grupo de Autodefesa Tuaregue Imghad e Aliados (GATIA). A organização foi fundada com base em suas demandas pela independência ou autonomia para Azawad.

## História
A formação da Frente de Libertação de Azawad foi anunciada em um comunicado à imprensa, após uma reunião realizada entre 26 e 30 de novembro por aproximadamente 180 oficiais e membros do Quadro Estratégico para a Defesa do Povo de Azawad (CSP-DPA). O grupo declarou que seu objetivo era "a libertação total de Azawad e a formação da Autoridade de Azawad". Adotou uma nova bandeira e pediu a "autodeterminação" de Azawad.
A organização foi formada a partir da fusão de quatro movimentos do CSP em uma única entidade — o Movimento Nacional para a Libertação de Azawad (MNLA), o Alto Conselho para a Unidade de Azawad (HCUA) e parte do Movimento Árabe de Azawad (MAA) e o Grupo de Autodefesa Tuareg Imghad e Aliados (GATIA).
No dia seguinte à criação do FLA, sete a oito de seus líderes foram mortos em um ataque de drone Bayraktar TB2 perto de Tinzaouaten, incluindo Fahad Ag Almahmoud, chefe do ramo rebelde do GATIA, e Choguibe Ag Attaher, um amenukal da tribo tuaregue de Idnanes.